# Satoko Kitahara

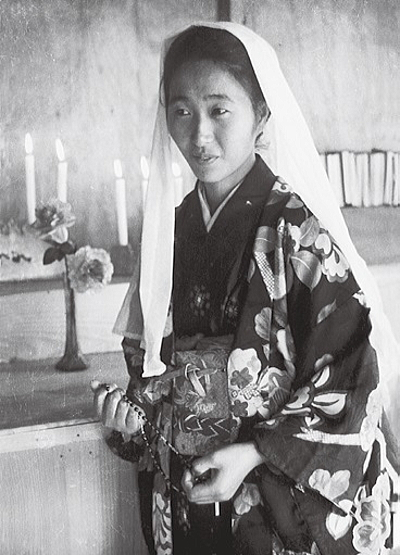
Satoko Kitahara

Satoko Kitahara (japanisch 北原 怜子 Kitahara, Satoko, auch Elisabeth Maria Satoko Kitahara; * 22. August 1929 in Sumida; † 23. Januar 1958 in Tokio) war eine Japanerin, die zum katholischen Glauben konvertierte und durch ihr geistliches und karitatives Wirken einflussreich wurde. Im Rahmen ihres 1981 eröffneten Seligsprechungsprozesses erklärte sie Papst Franziskus 2015 zur Ehrwürdigen Dienerin Gottes.

## Leben
Satoko Kitahara kam 1929 in einer dem Shintō-Glauben angehörenden, wohlhabenden, aristokratischen Familie zur Welt, die von Samurais abstammte. Sie erlebte in Tokio den Zweiten Weltkrieg, in dem ihr Bruder und ihr Vater als Soldaten kämpfen mussten und sie selbst in einer Flugzeugfabrik arbeitete. Die Schrecken des Krieges prägten ihre Jugend. Nach Kriegsende begann sie ein Medizinstudium an der Shōwa Joshi Daigaku, einer privaten Frauenhochschule in Tokio. Motiviert zu dieser Studienwahl wurde sie durch den frühen Tod zweier ihrer Geschwister. 1949 schloss sie ihr Studium mit einem Diplom ab. Sie selbst war in den Kriegsjahren an Tuberkulose erkrankt.
Nach dem Krieg kam sie zufällig in Kontakt mit dem in Japan wenig verbreiteten Christentum und fühlte sich zum katholischen Glauben hingezogen. Nachdem sie im Katechismus unterrichtet worden war, ließ sie sich im Alter von 20 Jahren katholisch taufen und erhielt den Namen Elisabeth. Bei ihrer Firmung gab man ihr auch den Namen Maria. Sie wäre gern in ein Kloster gegangen, wurde aber ihrer schlechten Gesundheit wegen nicht aufgenommen. Die junge Frau lernte nach ihrer Konversion den Bruder Zeno Żebrowski kennen, der mit dem heiligen Maximilian Kolbe nach Japan gekommen war und sich der Betreuung verarmter Kriegsüberlebender widmete. Ihn nahm sie sich zum Vorbild und kümmerte sich ebenfalls um Bedürftige, vor allem um Kinder von Lumpensammlern, die in Arinomachi (蟻の街 „Dorf der Ameisen“), einem Slum in Tokio, lebten. Elisabeth Maria Satoko Kitahara verließ ihr wohlhabendes Zuhause und zog zu den Menschen in Arinomachi, um wie diese ein entbehrungsreiches Leben zu führen und besonders den Kindern zu helfen. Sie wurde bekannt für ihr Lächeln und ihre Kinderarbeit. Durch ihre Lebenshaltung beeinflusste sie auch andere, sich dem Christentum zu öffnen. Bis in die letzten Tage ihres Leben half sie, das Dorf der Armen an einer besseren und gesünderen Umgebung neu zu errichten, obwohl sie schon durch die Tuberkulose geschwächt war. Sie starb mit 28 Jahren, am 23. Januar 1959, an dieser Krankheit.
Man nannte sie auch Arinomachi no Maria (蟻の町のマリア, Maria von Arinomachi). Unter diesem Namen mit der Schauspielerin Chino Kakuko als Maria verfilmte Heinosuke Gosho bereits 1958 ihre Lebensgeschichte (englischer Titel: Ragpicker`s Angel). Ein Jahr später erschien ihre Geschichte in Form eines illustrierten Heftes im Verlag Tomobuku-sha.
Heute steht an der Stelle des einstigen Dorfes Arinomachi die katholische Kirche Shiomi Catholic Church, die Maria von Arinomachi gewidmet ist.
Elisabeth Maria Satoko Kitahara gilt zusammen mit Doktor Paul Takashi Nagai als repräsentativste Person des Katholizismus im Japan des 20. Jahrhunderts.

## Seligsprechungsprozess
1981 leiteten die Katholiken Japans zusammen mit Peter Seiichi Shirayanagi, Erzbischof von Tokio, den Anerkennungsprozess ein, der am 5. Oktober 1984 durch ein Dekret der Kongregation für die Selig- und Heiligsprechungsprozesse abgeschlossen wurde. Am 13. Januar 2015 stimmte die ordentliche Versammlung der Kardinäle und Bischöfe der Kongregation für die Selig- und Heiligsprechungsprozesse für die Anerkennung der heroischen Lebensweise der Dienerin Gottes, Elizabeth Maria Satoko Kitahara.